# Chardinia orientalis
Chardinia orientalis (L.) Kuntze, 1887O è una specie di pianta della famiglia delle Asteraceae. Questa specie è anche l'unica del genere Chardinia Desf., 1817.

## Descrizione
La specie di questa voce comprende piante erbacee di tipo cleistogamico (i fiori si autoimpollinano), non spinose e annuali o perenni. Nelle radici sono sempre presenti dei condotti resinosi, meno frequenti nelle parti aeree; mentre solamente nelle parti aeree sono presenti delle cellule latticifere.
Le foglie in genere sono basali e cauline. La lamina nella maggioranza dei casi è indivisa e semplice, vellutata di sotto. La disposizione lungo il caule è alternata.
Le infiorescenze (composte da capolini eterogami) sono scapose o di tipo corimboso. I capolini, peduncolati, contengono solo fiori tubulosi e sono formati da un involucro a forma più o meno cilindrica composto da brattee (o squame) disposte su più serie all'interno delle quali un ricettacolo fa da base ai fiori. Le squame dell'involucro hanno forme da ovato-lanceolate a obovate e sono disposte in modo embricato; sono inoltre scabre. Il ricettacolo a protezione della base dei fiori è provvisto di squame subulato-scariose.
I fiori tubulosi sono tetra-ciclici (ossia sono presenti 4 verticilli: calice – corolla – androceo – gineceo) e pentameri (ogni verticillo ha 5 elementi). I fiori sono ermafroditi e actinomorfi. I fiori si distinguono sessualmente tra quelli periferici femminili e quelli centrali ermafroditi.
- Formula fiorale:

- /x K {\displaystyle \infty }, [C (5), A (5)], G 2 (infero), achenio

- Calice: i sepali del calice sono ridotti ad una coroncina di squame.
- Corolla: la corolla in genere è colorata di porpora (ma anche rosso, rosa, violetto, bianco e raramente giallo). I lobi della corolla sono molto corti (più del pappo).
- Androceo: gli stami sono 5 con filamenti liberi, glabri e distinti, mentre le antere, provviste di corte e lacinate appendici, sono saldate in un manicotto (o tubo) circondante lo stilo.[11]
- Gineceo: lo stilo è filiforme;  gli stigmi dello stilo sono due divergenti. L'ovario è infero uniloculare formato da 2 carpelli.

Il frutto è un achenio con un pappo formato da brevi setole. Il pericarpo dell'achenio possiede delle sclerificazioni radiali spesso provviste di protuberanze. Gli acheni sono dimorfici: quelli periferici sono dorsoventralmente piatti con delle chiglie e alati in zona adassiale; quelli centrali sono obconici con della pubescenza apicale. Anche il pappo è dimorfico: quello esterno è un prolungamento delle ali; quello centrale è formato da una corona denticolata.

## Biologia
- Impollinazione: l'impollinazione avviene tramite insetti (impollinazione entomogama tramite farfalle diurne e notturne).
- Riproduzione: la fecondazione avviene fondamentalmente tramite l'impollinazione dei fiori (vedi sopra).
- Dispersione: i semi (gli acheni) cadendo a terra sono successivamente dispersi soprattutto da insetti tipo formiche (disseminazione mirmecoria). In questo tipo di piante avviene anche un altro tipo di dispersione: zoocoria. Infatti le brattee dell'involucro possono agganciarsi ai peli degli animali di passaggio disperdendo così anche su lunghe distanze i semi della pianta.

## Distribuzione
La specie di questa voce si trova in Asia occidentale.

## Tassonomia
La famiglia di appartenenza di questa voce (Asteraceae o Compositae, nomen conservandum) probabilmente originaria del Sud America, è la più numerosa del mondo vegetale, comprende oltre 23.000 specie distribuite su 1.535 generi, oppure 22.750 specie e 1.530 generi secondo altre fonti (una delle checklist più aggiornata elenca fino a 1.679 generi). La famiglia attualmente (2021) è divisa in 16 sottofamiglie.
La tribù Cardueae (della sottofamiglia Carduoideae) a sua volta è suddivisa in 12 sottotribù (la sottotribù Xerantheminae è una di queste).

### Filogenesi
Il genere Chardinia appartiene alla sottotribù Xerantheminae (tribù Cardueae, sottofamiglia Carduoideae). In precedenza il genere era descritto nel gruppo informale "'Xeranthemum group" all'interno della sottotribù Carduinae.
Dalle analisi filogenetiche il genere Chardinia, nell'ambito della sottotribù, occupa una posizione centrale vicino al genere Xeranthemum. Chardinia è strettamente imparentato al genere Siebera e occupano habitat simili nella regione Irano-Turanica e dal Tian Shan alla Turchia.
Il numero cromosomico delle specie di questo genere è: 2n = 22.